# Copa Catalana d'Escacs
La Copa Catalana d'Escacs és un torneig d'escacs per equips a ritme d'escacs ràpids de 15 minuts i 5 segons addicionals per jugada. L'esdeveniment és organitzat per la Federació Catalana d'Escacs.

## Quadre d'honor
| Any          | Lloc              | Campió                  | Subcampió              |
| ------------ | ----------------- | ----------------------- | ---------------------- |
| 1985         |                   | Club Guixolenc d'Escacs |                        |
| 1991         |                   | Cerdanyola Mataró       | Foment Martinenc       |
| 1992         |                   | Cerdanyola Mataró       | Barcino                |
| 1993         |                   | Terrassa                | Barcino                |
| 1994         |                   | Terrassa                | Foment Martinenc       |
| 1995         |                   | Barcino                 | Sitges                 |
| 1996         |                   | Barcino                 | Sitges                 |
| 1997         |                   | Barcino                 | Terrassa               |
| 1998         |                   | Terrassa                | Xec-Epic               |
| 1999         |                   | Barcelona-Vulcà         | Terrassa               |
| 2000         |                   | Foment Martinenc        | Terrassa               |
| 2001         |                   | Foment Martinenc        | Sant Feliu UC          |
| 2002         |                   | Foment Martinenc        | Associació Paretana    |
| 2003         |                   | Foment Martinenc        | Ateneu Colón           |
| 2004         |                   | Sant Boi                | Foment Martinenc       |
| 2005         |                   | Foment Martinenc        | Unió Escacs Montcada   |
| 2006[1]      | Vendrell          | Club Escacs Lleida      | Unió Escacs Montcada   |
| 2007[2]      | Barcelona         | Unió Escacs Montcada    | SCC Sabadell           |
| 2008[3]      | Lleida            | SCC Sabadell            | Reus Deportiu          |
| 2009[4]      | Barcelona         | Escola d'Escacs BCN     | Unió Escacs Montcada   |
| 2010[5]      | Barcelona         | SCC Sabadell            | UGA                    |
| 2011[6]      | Barcelona         | Barberà                 | UGA                    |
| 2012[7]      | Ponts             | SCC Sabadell            | Barberà                |
| 2013[8][9]   | La Selva del Camp | Escola d'Escacs BCN     | Sant Josep de Badalona |
| 2014[10]     | Sabadell          | SCC Sabadell            | Sant Josep de Badalona |
| 2015[11][12] | Girona            | Escola d'Escacs BCN     | SCC Sabadell           |
| 2016[13][14] | Mollerussa        | Escola d'Escacs BCN     | Unió Escacs Montcada   |
| 2017[15]     | Amposta           | Mollet                  | Barberà                |